# Antennolaelaps convexus
Antennolaelaps convexus är en spindeldjursart som först beskrevs av Womersley 1956.  Antennolaelaps convexus ingår i släktet Antennolaelaps och familjen Ologamasidae. Inga underarter finns listade i Catalogue of Life.